# San Pedro Ocotepec
San Pedro Ocotepec (del náhuatl: ocotl, -tepetl ‘ocote, cerro’‘En el cerro de los ocotes’) es una localidad del estado mexicano de Oaxaca, localizada en la sierra Norte y en el municipio de San Pedro Ocotepec, del que es cabecera municipal.

## Localización y demografía
San Pedro Ocotepec se encuentra localizado en el centro - oriente del territorio de Oaxaca, en una zona intrincada de la región Sierra Norte de Oaxaca y en el distrito de Mixe.
Sus coordenadas geográficas son 16°57′15″N 95°50′40″O / 16.95417, -95.84444, tiene una altitud de 1 682 metros sobre el nivel del mar; su comunicación con el resto del estado es difícil, su única vía de comunicación es un camino de terracería que la une con la población de San Juan Juquila Mixes.
De acuerdo al Censo de Población y Vivienda de 2010 realizado por el Instituto Nacional de Estadística y Geografía, San Pedro Ocotepec tiene una población total de 1 224 habitantes, de los que 578 son hombres y 646 son mujeres.

## Historia
El 18 de octubre de 2018 la población fue afectada por un deslizamiento de tierra que sepultó dos viviendas y a seis personas, de las que fueron rescatadas cinco cuerpos. Posterior a ello, se aplicó en la población el plan DN-III por parte del Ejército Mexicano.